# Холокост в Греции
Холокост в Греции — преследование и уничтожение евреев Греции немецкими нацистами, их союзниками и коллаборационистами во время оккупации Греции в период Второй мировой войны в рамках «окончательного решения еврейского вопроса».

## Евреи в Греции до войны
Накануне войны в Греции жило по разным данным от 72 до 77 тысяч евреев. Самая большая община находилась в Салониках — более 50 тыс. евреев.

## Оккупация Греции

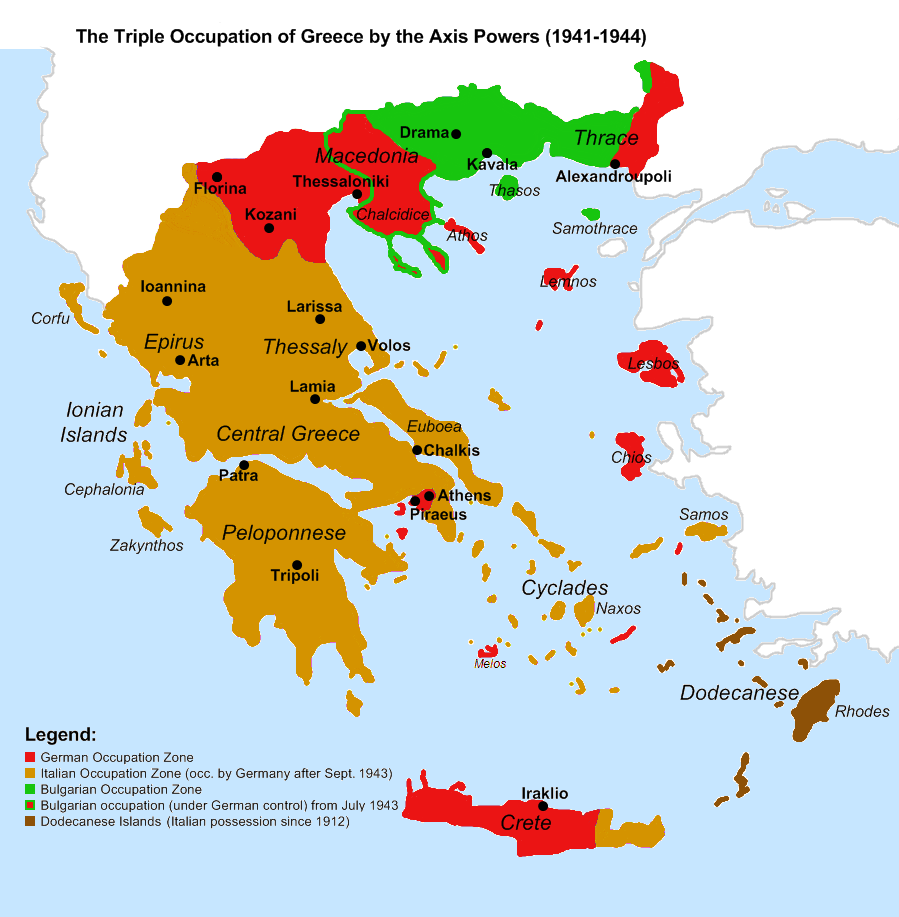
Карта раздела оккупированной Греции

28 октября 1940 года итальянская армия вторглась на греческую территорию со стороны ранее оккупированной Албании, однако потерпела поражение. 6 апреля 1941 года в конфликт на стороне Италии вмешалась нацистская Германия. К 29 апреля вся материковая греческая территория была захвачена немецкой армией. В мае 1941 года был занят также остров Крит.
12 898 евреев сражалось с оккупантами в рядах греческой армии. В период сражений 1940—1941 гг. 3500 еврейских солдат были ранены, 613 погибли. Наиболее известным из них был полковник Мордехай Фризис, убитый 5 декабря 1940 года в бою с итальянской армией. 50-ю македонскую бригаду называли «Батальон Коэна» в связи с тем, что в её составе служило много евреев из Салоник.
После капитуляции Греция была разделена на три зоны оккупации между Германией, Италией и Болгарией.
Германия заняла Афины, Салоники, Центральную Македонию и несколько островов, в том числе большую часть Крита. Две трети греческой территории были оккупированы Италией. В качестве союзнической благодарности за использование болгарской территории как плацдарма для атаки на Грецию, Германия в апреле 1941 года передала Болгарии Фракию и Восточную Македонию.

## Преследование евреев
В немецкой зоне оккупации репрессии начались в апреле 1941 года. Летом были конфискованы все активы, принадлежащие евреям. 11 июля 1941 года мужчин-евреев в Салониках заставили с утра до вечера стоять на площади под палящим солнцем, а затем часть из них направили на принудительные работы в шахты.
Положение евреев в итальянской зоне оккупации Греции также было значительно лучшим, чем в немецкой и болгарской зонах. Евреев в итальянской зоне не преследовали, расовые законы не соблюдались. Из итальянской зоны оккупации в Греции не был депортирован ни один еврей. Итальянцы также вывезли из немецкой зоны оккупации в Салониках 350 евреев, имевших итальянское гражданство, спасая их таким образом от смерти в нацистских концлагерях.

## Депортации в лагеря смерти

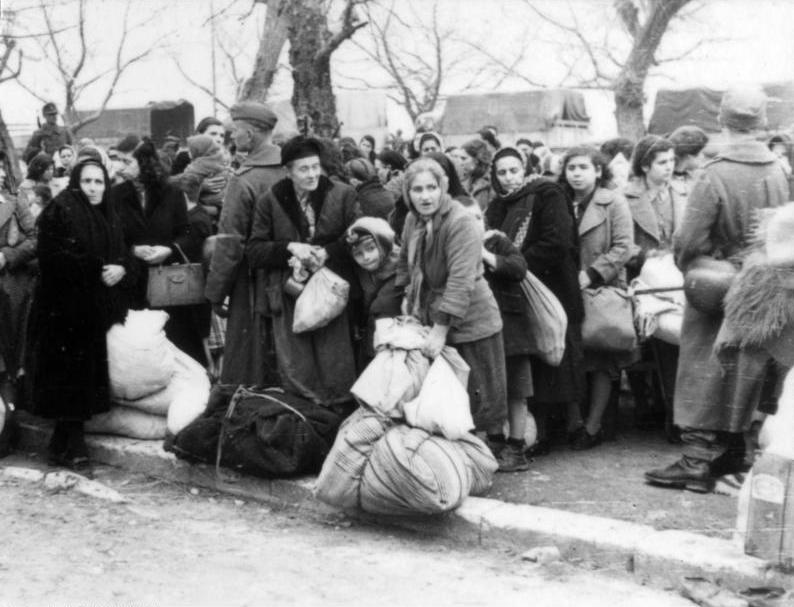
Депортация евреев Греции. Янина, 25 марта 1944

Депортациями евреев в лагеря смерти, как в других странах Европы, в Греции занимался аппарат Главного фюрера СС и полиции. C 8 сентября по 4 октября 1943 этот пост занимал Юрген Штроп, с 18 октября 1943 по 24 сентября 1944 года — группенфюрер СС Вальтер Шимана. Полицию SIPO и SD возглавлял штандартенфюрер Вальтер Блюме.
Первая депортация греческих евреев в Освенцим состоялась 8 февраля 1942 года. Массовые депортации начались через год. В марте 1943 года всех евреев немецкой зоны переселили в гетто, а затем депортировали в лагеря смерти в Польше — 49 285 человек. Одним из транзитных концентрационных лагерей был лагерь Хайдари под Афинами.
В итальянской зоне евреев стали отправлять в лагеря смерти после капитуляции Италии и занятия зоны немецкими войсками осенью 1943 года. В 1944 году немцы депортировали из бывшей итальянской зоны в Освенцим 800 евреев из Афин, почти 2000 с Корфу и почти 2000 — с Родоса.
В оккупированной Болгарией греческой Фракии проживало около 6000 евреев. Этих евреев по согласованию с немцами болгарские власти в 1943 году депортировали в лагеря смерти. Организацией депортации занимались министр внутренних дел Болгарии Пётр Габровский и глава комитета по делам евреев Александр Белев. 4 марта 1943 года более 4000 фракийских евреев были арестованы и направлены в транзитные лагеря до 18-19 марта 1943 года. Затем они были перевезены в Освенцим. 11 343 еврея Македонии и Фракии погибли в лагерях смерти.
К концу войны в Греции насчитывалось в живых около 10 тысяч евреев

## Сопротивление и спасение

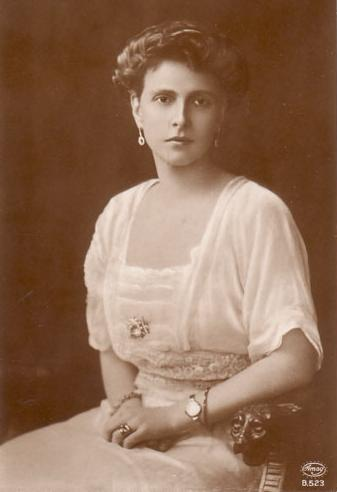
Праведник мира принцесса Алиса фон Баттенберг

По разным оценкам от 1300 до 2000 евреев Греции в 1941 году вступили в партизанские отряды и воевали с оккупантами. С 1941 по 1944 год не менее 63 евреев-партизан были убиты в столкновениях с оккупантами или казнены за принадлежность к сопротивлению. Ещё 76 евреев были казнены в ходе репрессивных акций. Существуют противоречивые сведения по наличию отдельных еврейских партизанских отрядов. По данным Краткой еврейской энциклопедии к 1943 году в Салониках и Фессалии были сформированы отдельные еврейские партизанские отряды. Музей еврейского воина Второй мировой войны пишет, что в городе Салоники был организован еврейский молодежный отряд, активно действовавший против оккупантов. Однако Институт «Яд ва-Шем» утверждает, что отдельных еврейских подразделений среди греческих партизан не было, аналогичное утверждение делает бывший партизан Иосиф Матсас.
В Афинах и ряде других греческих городов действовало еврейское подполье. Еврейские партизаны получили благодарность фельдмаршала Генри Вильсона, командующего войсками союзников на Ближнем Востоке, за помощь в освобождении Греции от немецкой оккупации. 135 греческих евреев подняли восстание в Освенциме и взорвали два крематория. Для подавления этого бунта немцы даже вызывали авиацию. Греческие евреи, бежавшие из лагерей смерти в Польше, принимали участие в Варшавском восстании в 1944 году.
Многие греки, рискуя жизнью, помогали спасать евреев. 365 жителя Греции за спасение евреев признаны израильским Институтом Катастрофы и героизма Яд ва-Шем праведниками мира. Среди них — принцесса Алиса фон Баттенберг, прятавшая в подвале своего дома Рахель Коэн и её детей. Против преследования евреев публично протестовал архиепископ Афинский Дамаскин.
На острове Родос ряд еврейских семей спас турецкий консул Селахаттин Улькумен, евреев с испанским гражданством репатриировал посол Испании в Греции Себастьян Ромеро Радигалес.

## Память о Холокосте
Греция является членом Международной организации по сотрудничеству в увековечивании и изучении Холокоста (ITF). История Холокоста преподаётся в греческих школах начиная с 6-го класса начальной школы и до 3 класса высшей (лицей).Тем не менее, в XXI веке в стране наблюдается крайне высокий уровень антисемитизма, а памятники жертвам Холокоста регулярно оскверняются вандалами.
27 марта 2009 года Апелляционный суд в Афинах признал невиновным в разжигании межнациональной розни адвоката и автора 1400-страничной книги «Евреи: вся правда» Костаса Плевриса, который пишет что «Холокоста, то есть уничтожения миллионов евреев гитлеровским режимом, никогда не было», поскольку Гитлер якобы «выслал всех евреев на Мадагаскар» и заявляет, что «евреи являются смертельными врагами человечества и их в лучшем случае следует депортировать из европейских стран».